# Église Notre-Dame-de-l'Assomption de Terre-de-Haut
Pour les articles homonymes, voir Église Notre-Dame et Notre-Dame-de-l'Assomption.
L'église Notre-Dame-de-l'Assomption de Terre-de-Haut est une église catholique de l'archipel des Saintes, une dépendance du département d'outre-mer français de la Guadeloupe, située rue Jean-Calot à Terre-de-Haut. Elle constitue l'église paroissiale de l'île et est rattachée au diocèse de Guadeloupe. Elle est inscrite au patrimoine historique national par arrêté ministériel du 31 décembre 1979.

## Histoire
La paroisse a été dédiée à la Vierge de l'Assomption en l'honneur de la victoire française du 15 août 1666, jour de l'Assomption, contre les troupes anglaises. Le Sieur du Lion instaure le culte et la fête dans l'île en commémoration. Notre-Dame de l'Assomption devient dès lors la sainte patronne de Terre-de-Haut. 

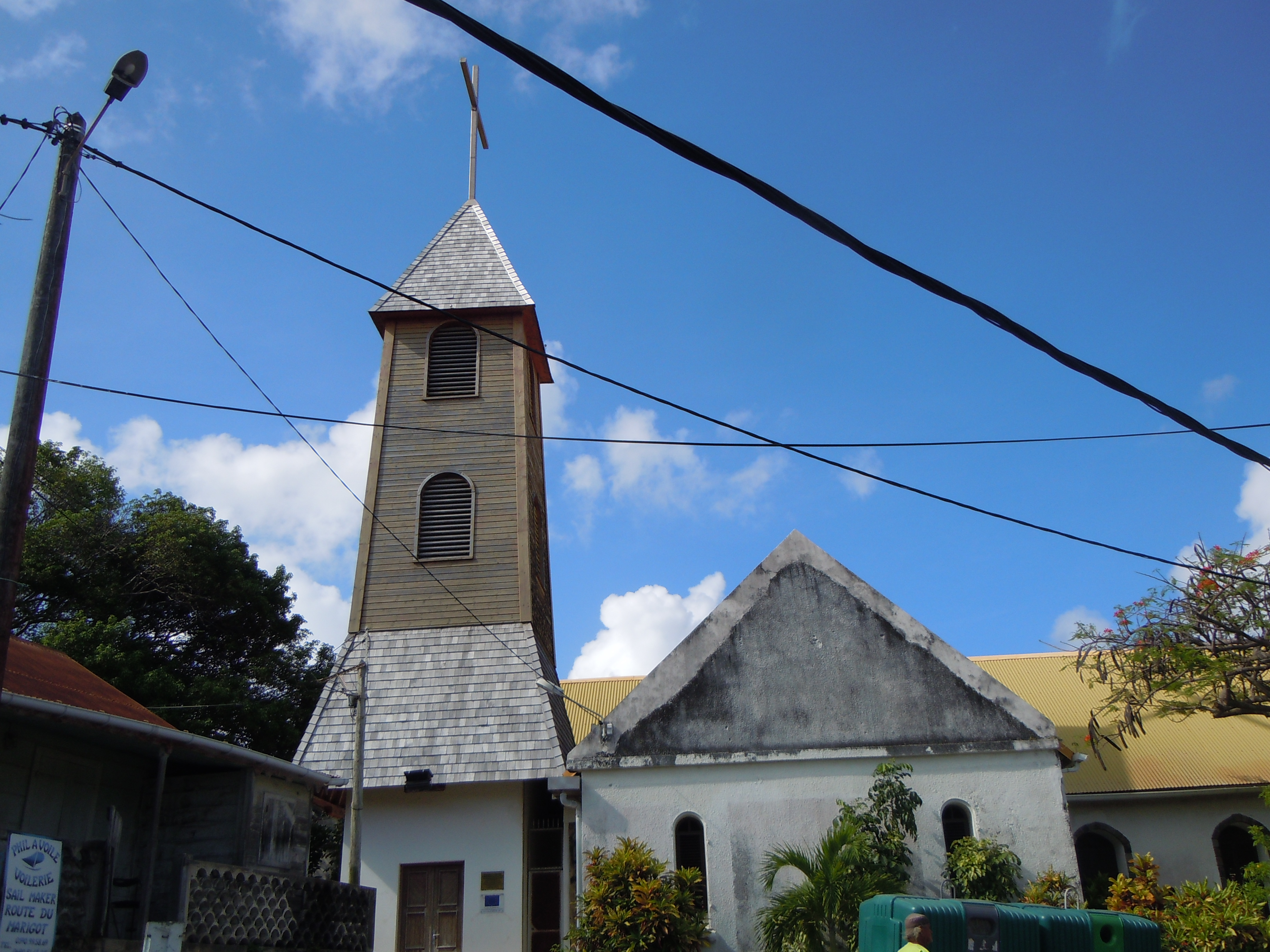
Transept et nouveau clocher de l'église.

Peu avant Noël 1945, le père Jean-Marie Offrédo est affecté à la paroisse de Terre-de-Haut. Il constate que son église est trop petite pour accueillir tous les paroissiens dont le nombre va croissant et conçoit un projet d’agrandissement visant à pourvoir l'église d'un transept et à rénover le clocher qu'il décrit comme « un horrible amas de tôles rouillées ». Grâce aux dons des nombreux marins de la Jeanne d’Arc, en escale chaque année aux Saintes, et à une entente conclue avec le maire, M. Théodore Samson, le projet se concrétise en octobre 1955 avec le début des travaux de la construction du transept par l'entreprise Ramkélaouan de Guadeloupe qui s'achèvent le 16 février 1956, jour de la bénédiction du sanctuaire rénové par monseigneur Jean Gay, évêque de Guadeloupe, et dont le journal catholique CLARTÉS rend compte de l’événement en ces termes : « l’évêque, lui-même tient à bénir le sanctuaire et débarque dans la matinée à l’appontement, en compagnie des officiels religieux du diocèse et d’une quinzaine de prêtres. À l’embarcadère, des centaines d’enfants saluent joyeusement Mgr l’Évêque qui est accueilli par M. Samson, maire de Terre-de-Haut, et son conseil municipal. Tout le long du parcours et jusqu’à l’église, des arcs de triomphe enrobés de verdure ont été dressés et des guirlandes sont tendues à travers la rue principale… ». Juste après cette inauguration débutent la démolition du clocher et la construction du nouveau grand clocher en pierre qui est achevé avant la fin de l’année 1956.
Le père Offrédo acquiert le bénitier en marbre de l'église pour les baptêmes.
Le dimanche 21 novembre 2004 à 7 heures 47 du matin, un séisme d’intensité 6,3 sur l’échelle de Richter secoue l’archipel des Saintes et ébranle fortement le clocher du père Offrédo que les autorités sont contraintes de démolir. À sa place, un nouveau clocher en bois voit le jour sur le modèle exact de celui que le père Offrédo avait fait démolir en 1956.

## Description

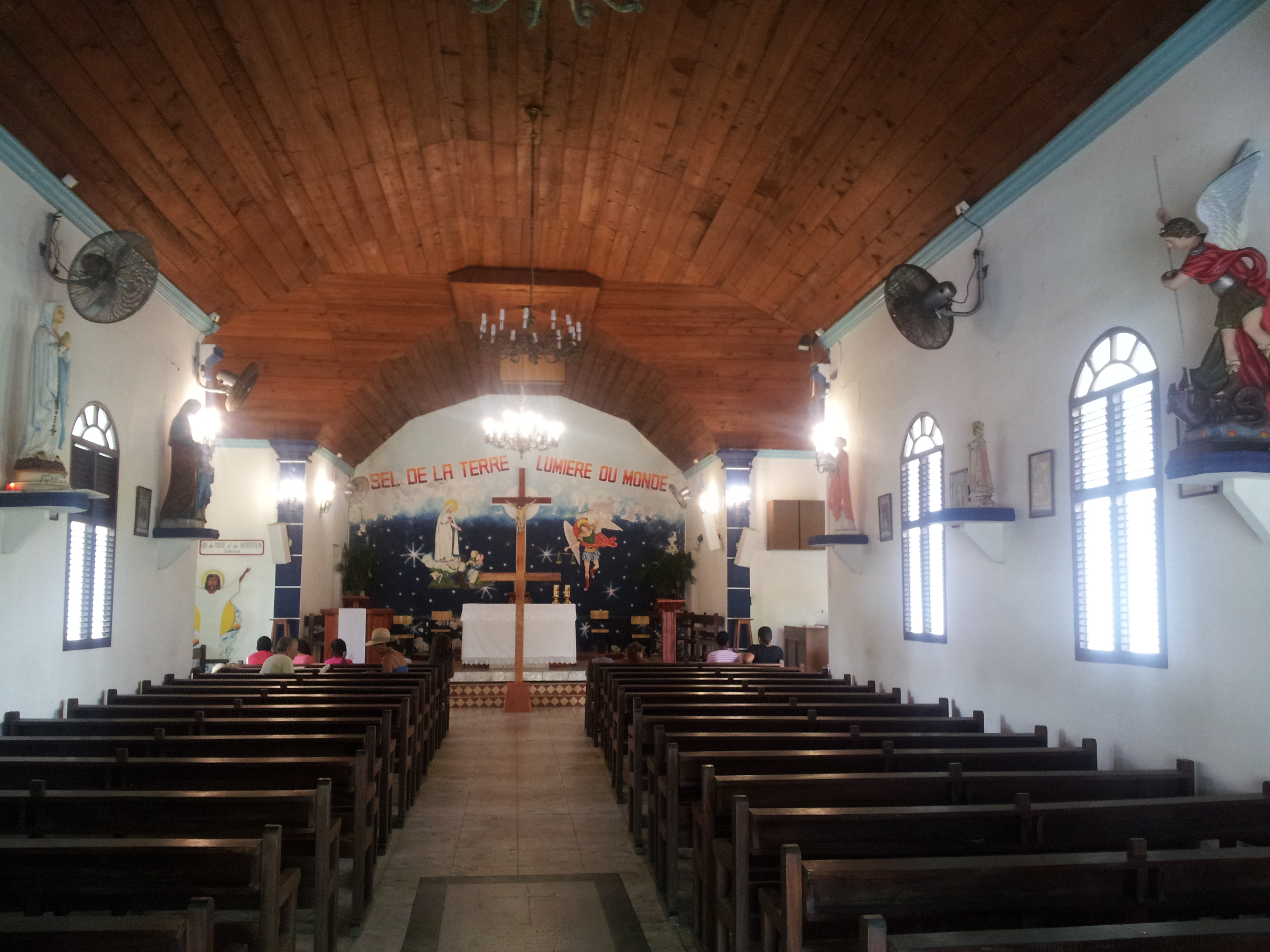
Nef de l'église.

Charpentiers de marine pour la construction de leurs bateaux, les Saintois de Terre-de-Haut ont donné au plafond de leur église la forme d'une carène renversée.
Un ex-voto dédié à la Vierge Marie, étoile de la mer, peint par Charles Triclot le 28 juillet 1947, a été offert à l'église par les marins saintois et est installé au revers du porche d'entrée de l'église.

### Cloches
Le clocher abrite quatre cloches : la première est une cloche datée du 10 avril 1820 qui provient des fonderies de Villain, fondeur au Havre. La deuxième est une cloche à vis offerte par monsieur Lasserre, sous-commissaire de la Marie Maria Victoria, fondue par Astier à Nantes en 1884. La troisième cloche a été fondu par Ferdinand Farnier à Robecourt (Vosges) pour la paroisse sous mandat de monsieur Charles Foy, maire de Terre-de-Haut et de monsieur Ruffin, curé de la paroisse, et baptisée Maria Antonia. La quatrième et dernière cloche a été installée le 23 avril 2006 et baptisée par monseigneur Cabo, évêque de Guadeloupe. Elle a été offerte par la municipalité à l'issue de la reconstruction du clocher détruit par le séisme des Saintes le 21 novembre 2004.

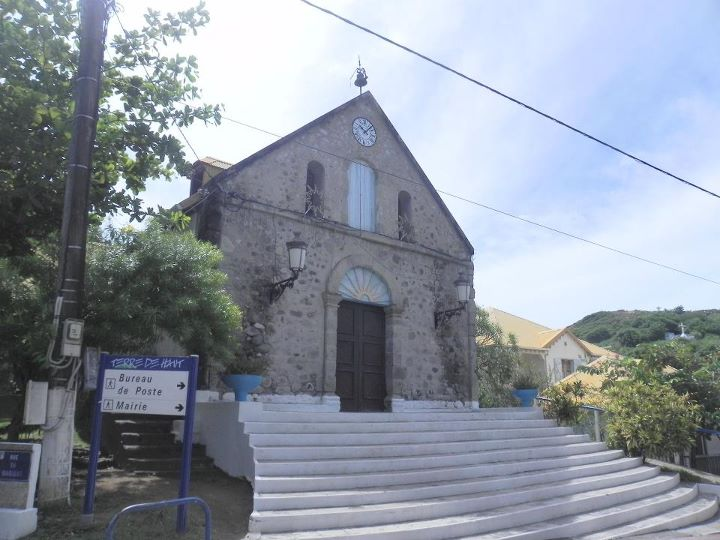
Façade de l'église.
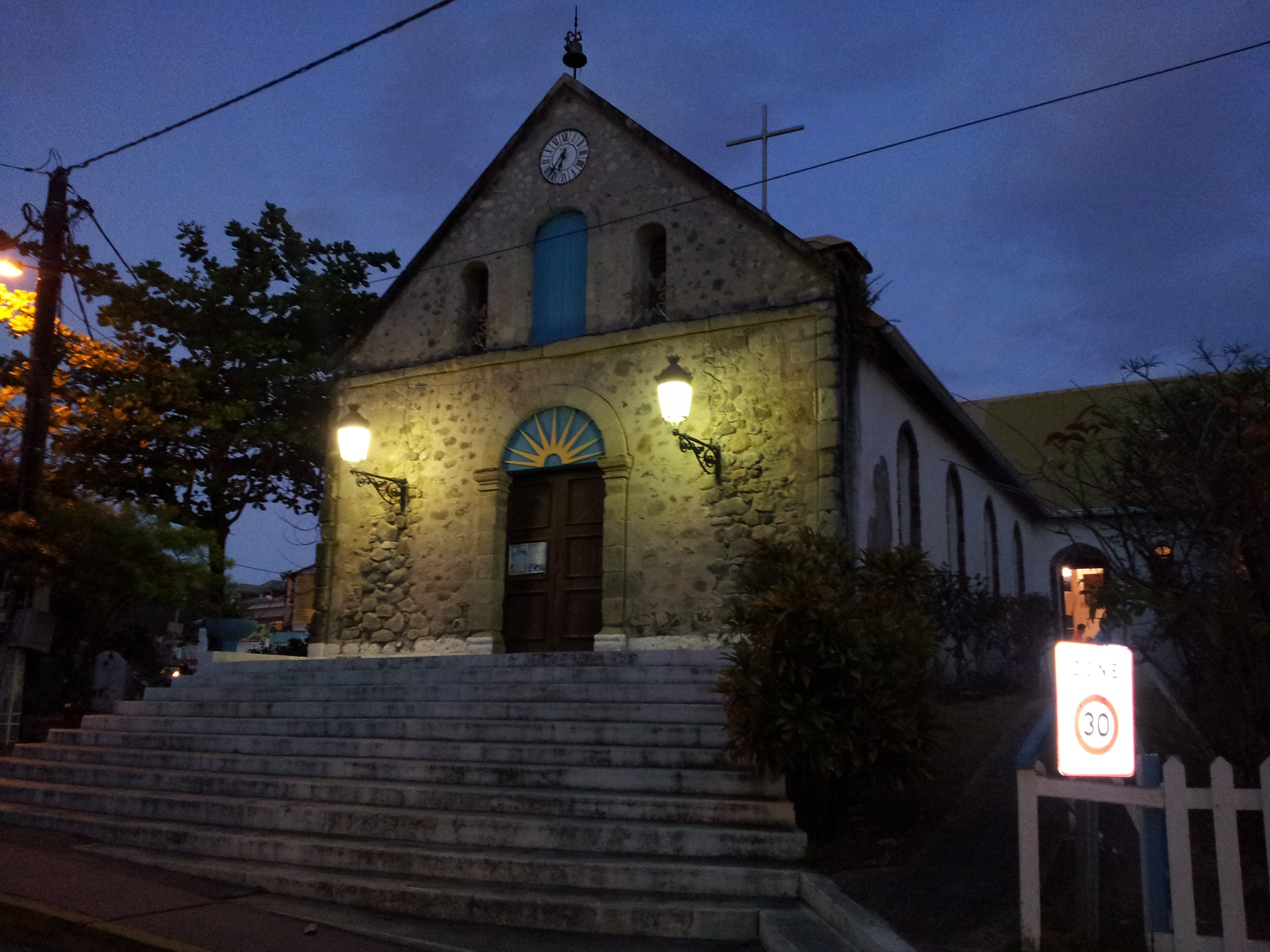
Façade de l'église éclairée pendant la nuit.
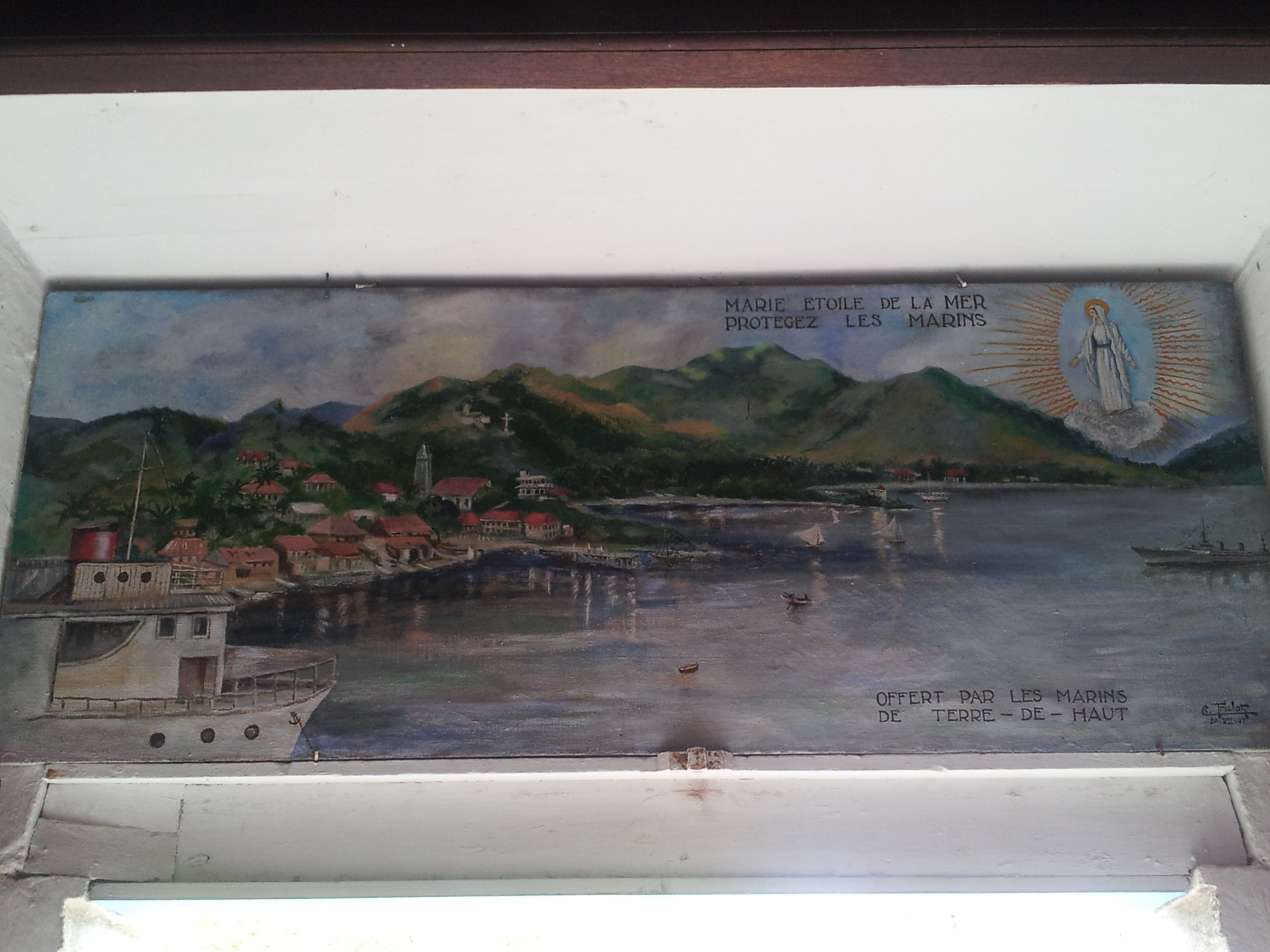
Ex-voto des marins saintois à la Vierge Marie.